# Randig sjökock
Randig sjökock (Callionymus lyra) är en marin fisk i familjen sjökocksfiskar som finns från nordöstra Atlanten till Nordafrika.

## Utseende
Den randiga sjökocken är långsmal med ett stort, brett huvud och en nedåtriktad mun. Kroppen är bredare än vad den är hög och saknar fjäll. Arten har två ryggfenor, den främre med fyra taggstrålar och den bakre med sju till åtta ogrenade mjukstrålar och en grenad mjukstråle (som grenar sig långt ner mot basen av fenan, vilket gör att den ser ut att vara två fenstrålar). Arten uppvisar tydlig skillnad mellan könen (könsdimorfism) när dessa är i könsmogen ålder. Hanens första ryggfena har markant förlängda fenstrålar jämfört med honan.  Hanen har en sandbrun grundfärg, med bjärt gul och blå teckning på huvud, kropp, ryggfenor och stjärtfena; under parningstiden blir den blå och gula teckningen kraftigare. Honan är istället neutralt sandbrun med mörkare marmoreringar. Hanens huvud är mer långsträckt än honans. Hanar som inte är könsmogna liknar honan till utseende. Maximal kroppslängd ligger på strax över 30 cm för hanen och 25 cm för honan. Normal storlek på fångade exemplar ligger kring 15 cm.

## Vanor
Arten lever på sandiga och leriga bottnar ner till åtminstone 200 meters djup.  En del äldre källor kan ange ett största djup på 400 m eller mer. Den gräver ofta ner sig så att enbart ögonen sticker upp ur bottnen. Födan består av maskar, små kräftdjur och andra mindre ryggradslösa djur.

### Fortplantning
Den randiga sjökockens leker på grunt vatten och parningstiden infaller under sommarhalvåret (april till augusti). Hanen hävdar då revir och kör bort andra hanar. Hanen kurtiserar honan genom att resa fenorna så att hans färger tydligt syns, varefter paret simmar lodrätt uppåt buk mot buk under det att de avger ägg och mjölke. Både äggen och de unga larverna (upp till omkring 1 centimeters längd) är pelagiska.

## Fiske
Den randiga sjökocken är ingen matfisk och därmed finns inget riktat kommersiellt fiske efter arten. Ett småskaligt sportfiske utförs av så kallade "artjägare" (sportfiskare inriktade mot att fånga så många olika arter som möjligt på spö och krok). Huvudområdet för sportfisket är Gullmarn i Bohuslän, där arten förefaller vara vanligt förekommande, men fångster sker även på andra ställen. Sportfisket bedrivs genom bottenmete med små krokar och naturligt agn.

### Hantering
Den randiga sjökocken har taggiga utskott på gällocket (förgällocksbenet), i höjd med bröstfenorna. Dessa taggar är mycket vassa och kan orsaka skärsår på händer och fingrar vid oförsiktig hantering av levande exemplar (t.ex. när fiskekrokar skall lossas).

## Utbredning
Artens utbredningsområde sträcker sig från södra Island, via Färöarna och Brittiska öarna till norska kusten och in i Skagerack. Vidare söderöver förekommer den längs Europas och Nordafrikas västkust till Mauretanien och Kap Verde, samt in i Medelhavet. Arten fortplantar sig i Sverige och är relativt vanlig i Skagerack och Kattegatt. Den förekommer också i Öresund och kan sporadiskt även påträffas i sydvästra Östersjön.

## Bilder

Randig sjökock
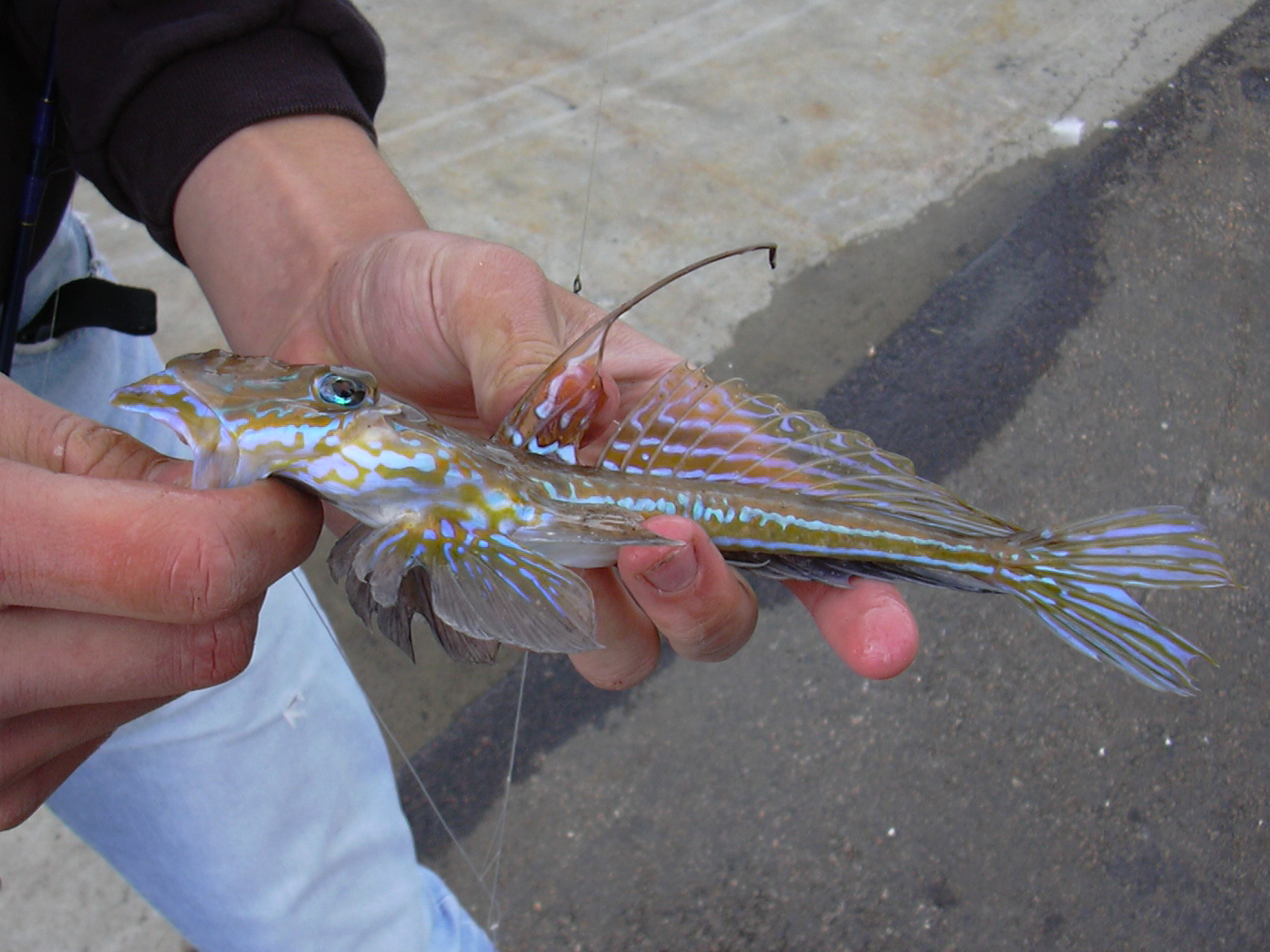
Randig sjökock, hane
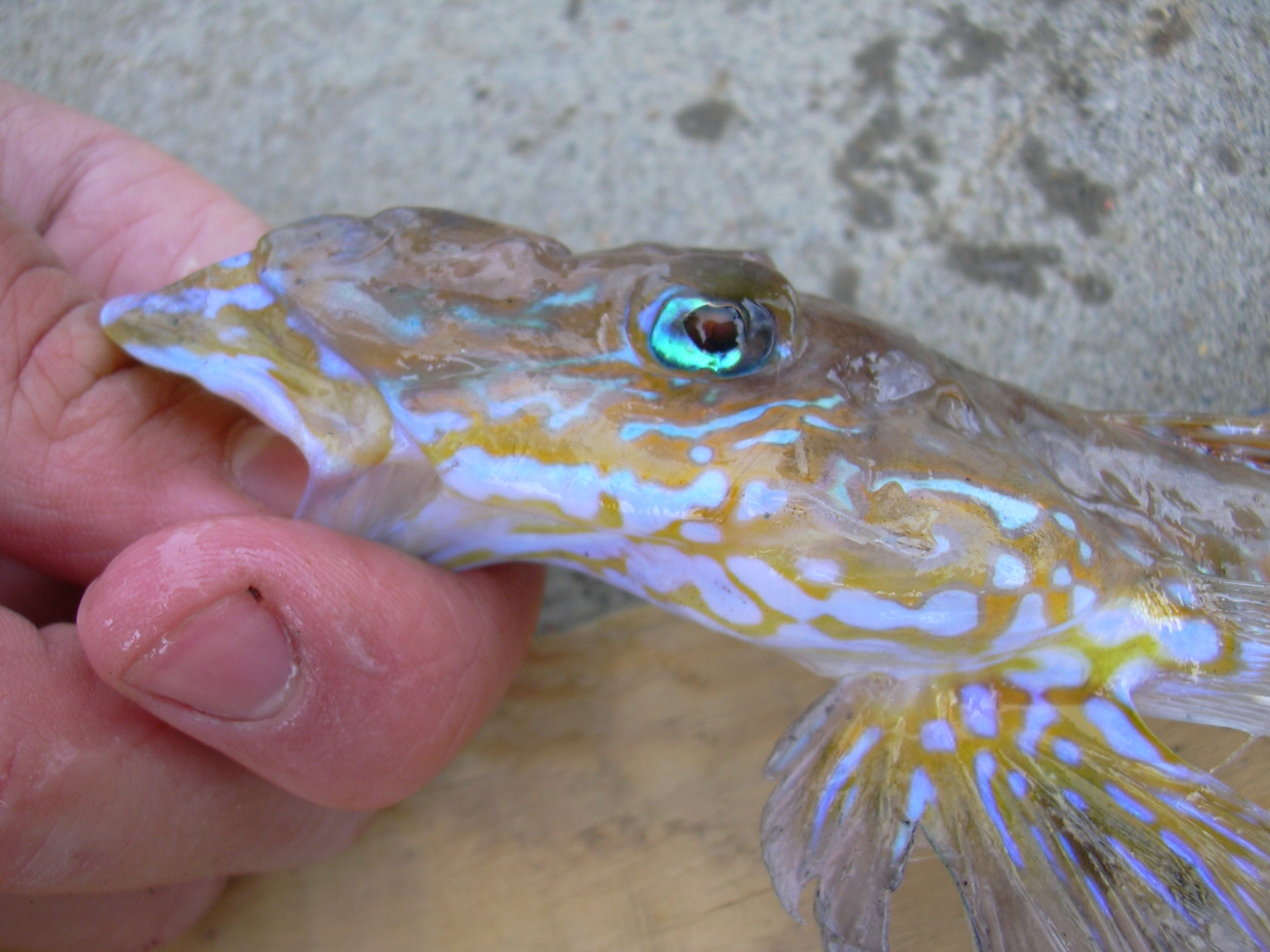
Randig sjökock, hane (huvud)
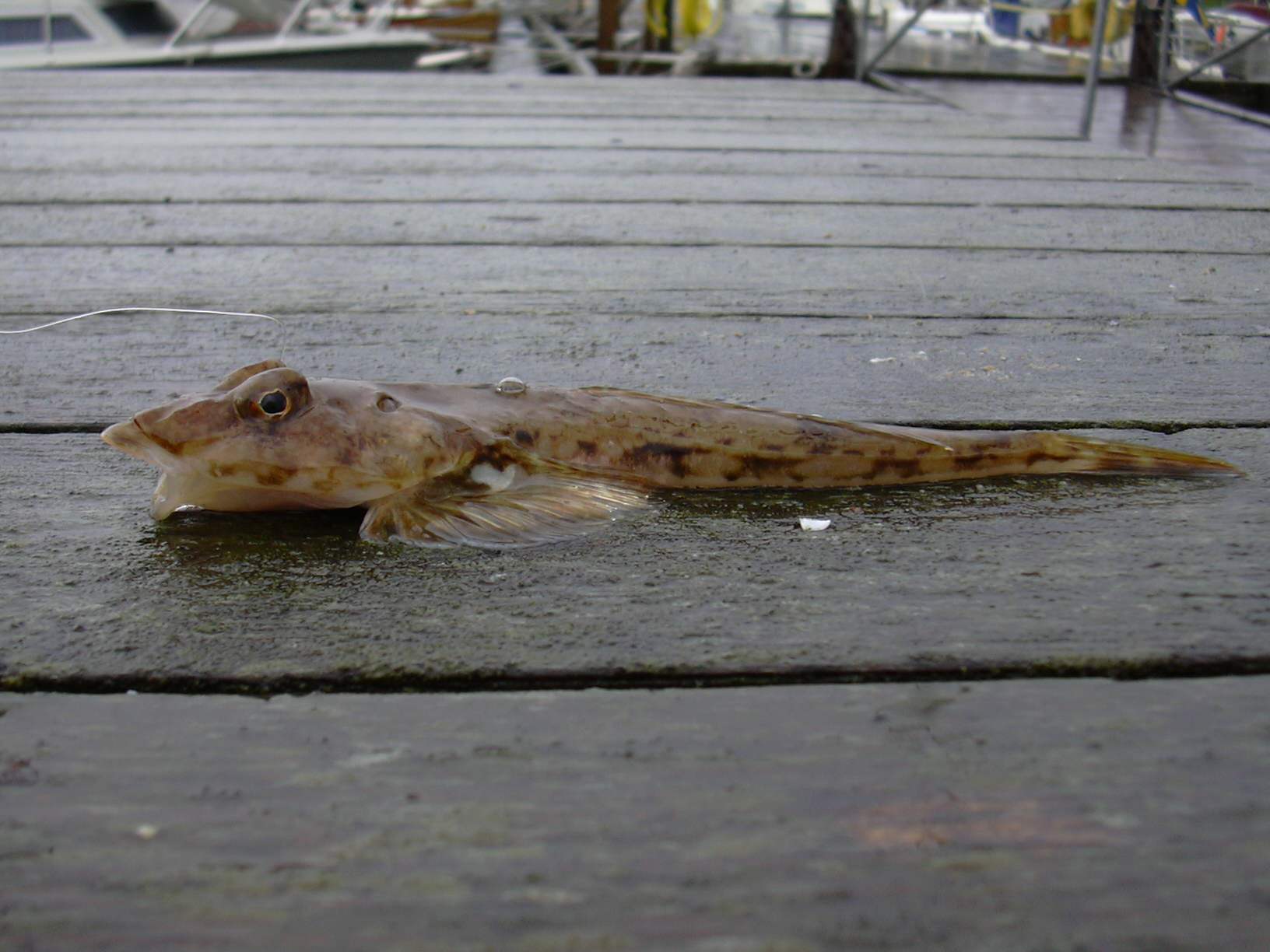
Randig sjökock, hona
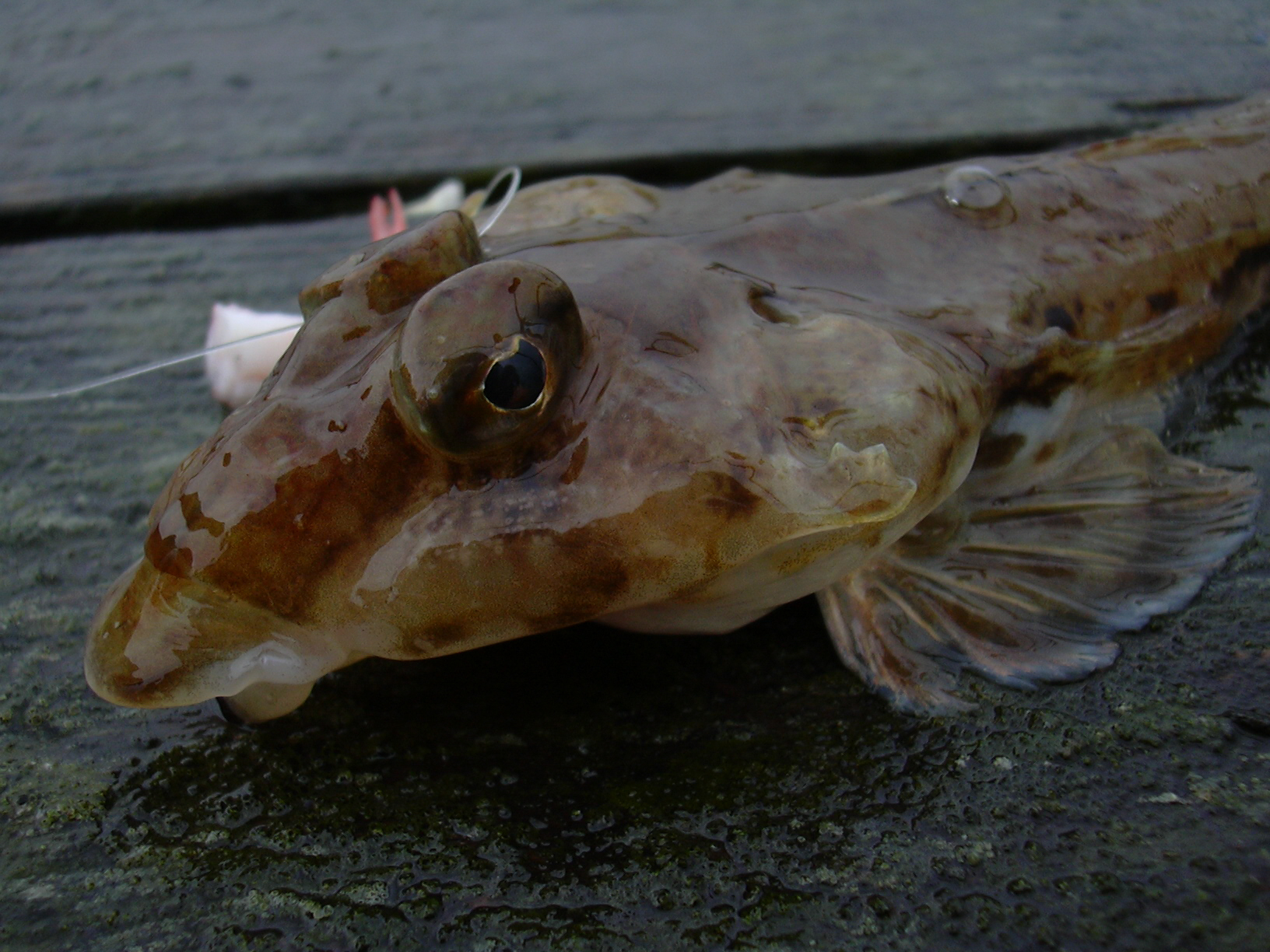
Randig sjökock, hona (huvud)